# Lachniet
Lachniet is een van oorsprong Nederlandse achternaam. De naam is een zogenaamde zinwoordnaam. Zinwoordnamen betekenen meestal letterlijk wat er staat. Naamdragers ontlenen hun naam mogelijk van een voorvader die nooit lachte.

## Aantallen naamdragers

### Nederland
In Nederland kwam de naam in 2007 17 keer voor. De meeste naamdragers woonden toen verspreid over West-Nederland.

### België
In België was er in 2008 slechts een naamdrager. In 1998 woonden er nog geen Lachnieten in België.